# Entephria inventaraia
Entephria inventaraia är en fjärilsart som beskrevs av Augustus Radcliffe Grote 1882. Entephria inventaraia ingår i släktet Entephria och familjen mätare. Inga underarter finns listade i Catalogue of Life.